# Słowacja na Mistrzostwach Europy w Lekkoatletyce 2010
Słowacja na Mistrzostwach Europy w Lekkoatletyce 2010 – reprezentacja Słowacji podczas zawodów liczyła 19 zawodników: 13 mężczyzn oraz 6 kobiet.

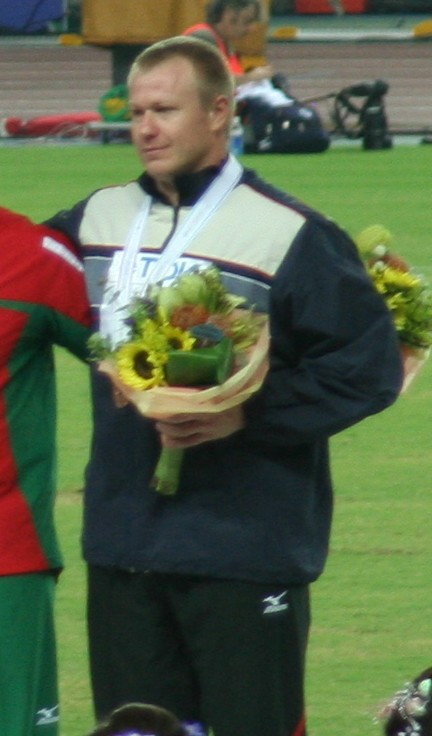
Libor Charfreitag

## Występy reprezentantówSłowacji

### Mężczyźni
- Bieg na 400 m
  - Peter Žňava

- Bieg na 800 m
  - Jozef Pelikán
  - Jozef Repčík

- Chód na 20 km
  - Anton Kučmín
  - Matej Tóth

- Chód na 50 km
  - Miloš Bátovský
  - Dušan Majdán

- Skok wzwyż
  - Peter Horák

- Trójskok
  - Dmitrij Vaľukevič

- Rzut młotem
  - Libor Charfreitag
  - Miloslav Konopka
  - Marcel Lomnický

- Rzut oszczepem
  - Martin Benák

### Kobiety
- Bieg na 800 m
  - Lucia Klocová

- Bieg na 100 m przez płotki
  - Miriam Cupáková

- Chód na 20 km
  - Zuzana Malíková

- Skok w dal
  - Renáta Medgyesová
  - Jana Velďáková

- Trójskok
  - Dana Velďáková